# Takyeh
Takyeh (en idioma azerí: Təkiyə ) es un monumento histórico del siglo XIII. Forma parte de la Ciudad Vieja y se encuentra en la calle Gazi Muhammed, en Bakú, capital de Azerbaiyán. El edificio también fue registrado como monumento arquitectónico nacional por decisión del Gabinete de Ministros de la República de Azerbaiyán de fecha 2 de agosto de 2001, n.º 132.
La mezquita, junto con el Palacio de los Shirvanshah y el resto de recinto amurallado de Bakú fue inscrito como Patrimonio de la Humanidad de la Unesco en 2000.

## Historia
El monumento fue construido en el siglo XIII. Funcionó principalmente como mezquita Mahalla, y también como escuela secundaria. En 1967, se realizaron excavaciones arqueológicas alrededor de Takyeh. Fue restaurado en la década de 1970.
Los derviches fueron purificados espiritualmente, realizando rituales religiosos individuales y masivos aquí. Takyeh también era un refugio para extraños viajeros.

## Características arquitectónicas
El monumento tiene forma cuadrada y consta de una habitación individual. Su fachada está orientada hacia la Torre de la Doncella. El plan inusual del takyeh, así como la cobertura de la sala de culto con un sistema de cúpulas escalonadas, resultaron el rasgo coracterítico del interior del monumento.

## Galería

Diversas vistas de la antigua mezquita
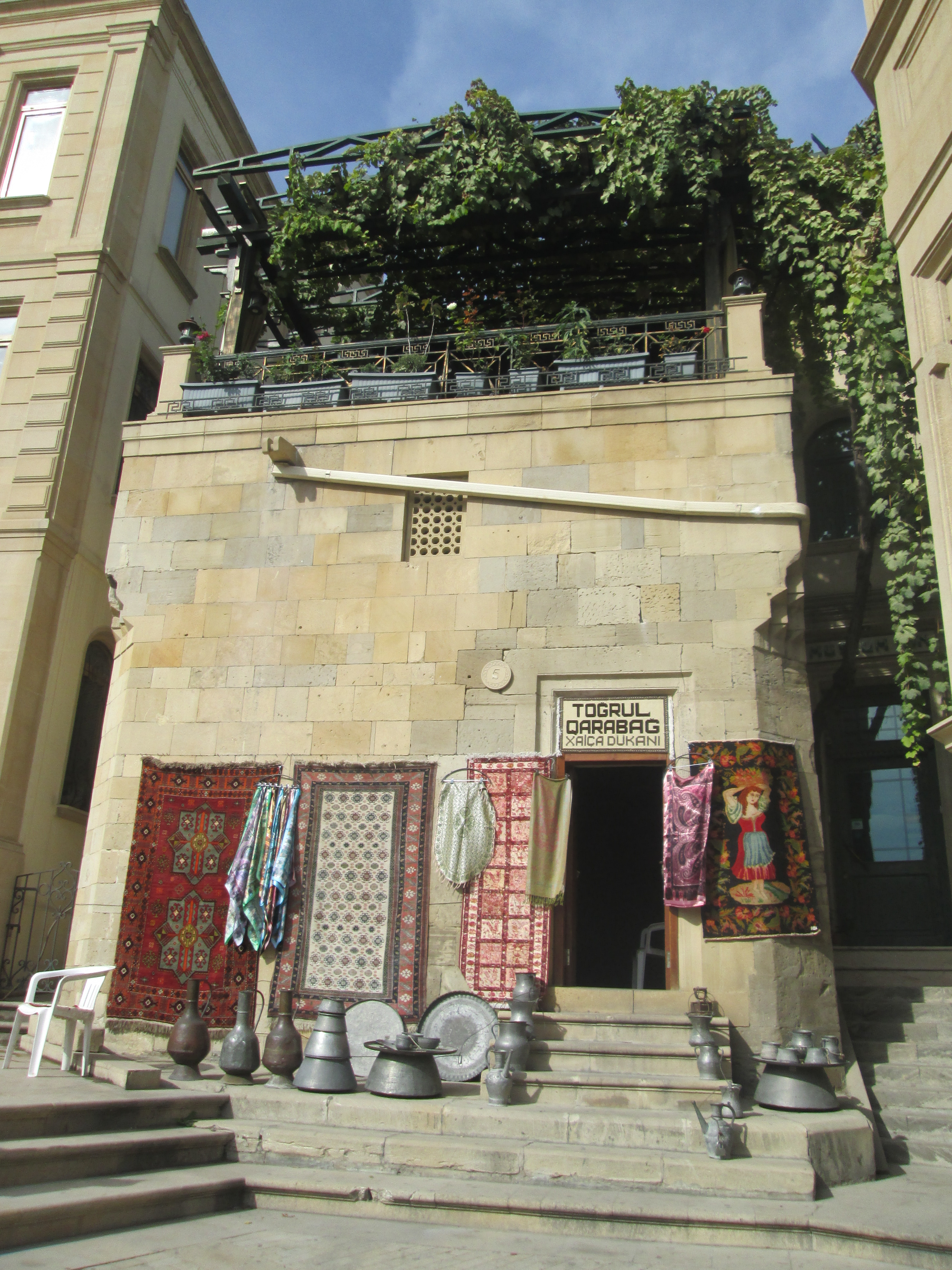
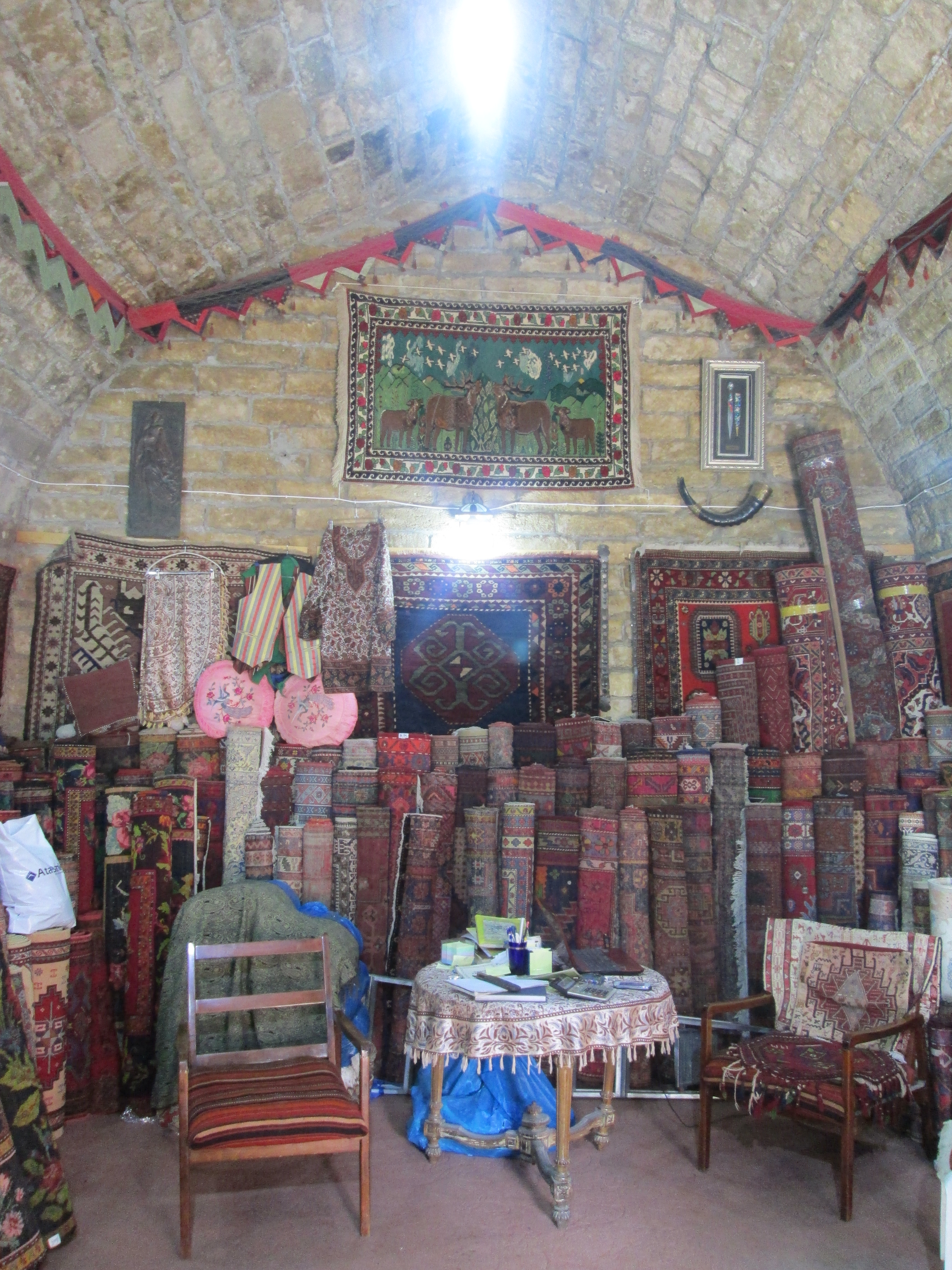